# ドルトン東京学園中等部・高等部
ドルトン東京学園中等部・高等部（ドルトンとうきょうがくえんちゅうとうぶ・こうとうぶ）は、東京都調布市入間町2丁目に所在する私立中学校・高等学校。

## 概要
2019年に開校した河合塾が運営する中高一貫校。目黒区にあった東京学園高等学校を前身としている。
学校名の一部でもある「ドルトン」とは、米国の教育家ヘレン・パーカーストにより、指導・実施された教育指導法であるドルトン・プランからとられている。ドルトン・プランとは、詰め込み教育に対する問題意識から提唱された学習者中心の教育メソッドであり、「自由」、「協働」の２つの原理に基づく｢ハウス｣、「アサインメント」、「ラボラトリー」を軸とし、一人ひとりの知的な興味や旺盛な探究心を育て、個人の能力を最大限に引き出すことを目的としている。
理事長は、学校法人河合塾の理事長でもある河合英樹が務める。また、校長は安居長敏が務める。

## 沿革
- 2015年 10月9日 - 調布市入間町に新校地建設を届出
- 2016年 4月1日 - 調布市入間町の新校舎建設に着手
- 2017年10月11日 - ドルトン東京学園中等部・高等部のホームページを設立
- 同年11月 - 公式ホームページで新規中高一貫校開設準備室メンバーと開校後の教員候補を募集
- 2018年7月31日 - 東京都知事により学校設置認可を受け開校が決定
- 2019年4月1日 - 開校
- 2021年4月12日 - 新校舎（STEAM校舎）工事着工
- 2022年6月23日 - 新校舎（STEAM校舎）竣工
- 同年8月 - 公式には初の海外パートナーであるネブラスカ大学カーニー校との連携協定を調印[3]
- 同年10月 - 学校の北隣に位置する研究施設を運営するNTT東日本と包括的連携協定を結んだことを公表[4]

## 大会実績
- 1期生有志

開校初年度にして東京都主催の平成31年度中学生科学コンテストで優勝。東京都代表として「科学の甲子園ジュニア全国大会」への出場が決定している。
- 多学年有志

2022年度・2023年度にして一般法人センセイワーク主催のプロジェクションマッピング甲子園で2年連続全国優勝。

## 部活動

### 運動部
- 剣道部
- サッカークラブ（外部クラブと連携）
- バスケットボール部
- バドミントン部
- ダンス部
- バレーボール部
- テニス部

### 文化部
- 弦楽アンサンブル部
- 日本文化部
- 合唱部
- 美術部

### 同好会
- 理化学研究同好会
- 競技かるた同好会
- 競技麻雀同好会

### サークル
- 畑サークル（非公式）
- 将棋サークル（非公式）
- モデルロケットサークル（同好会への昇格申請中）
- ドローンサークル（同好会への昇格申請中）
- カードゲームサークル（同好会への昇格申請中）
- ボランティアサークル

### 有志団体
- ミュージカルラボ「Euphoria」（生徒27名所属）

## 交通
- 小田急バス [9]
  - 成01 ｢NTT中央研修センタ｣下車、徒歩1分
  - 成04・成05 ｢成城八丁目｣下車、徒歩6分